# ارمنی‌ها در فوتبال ایران

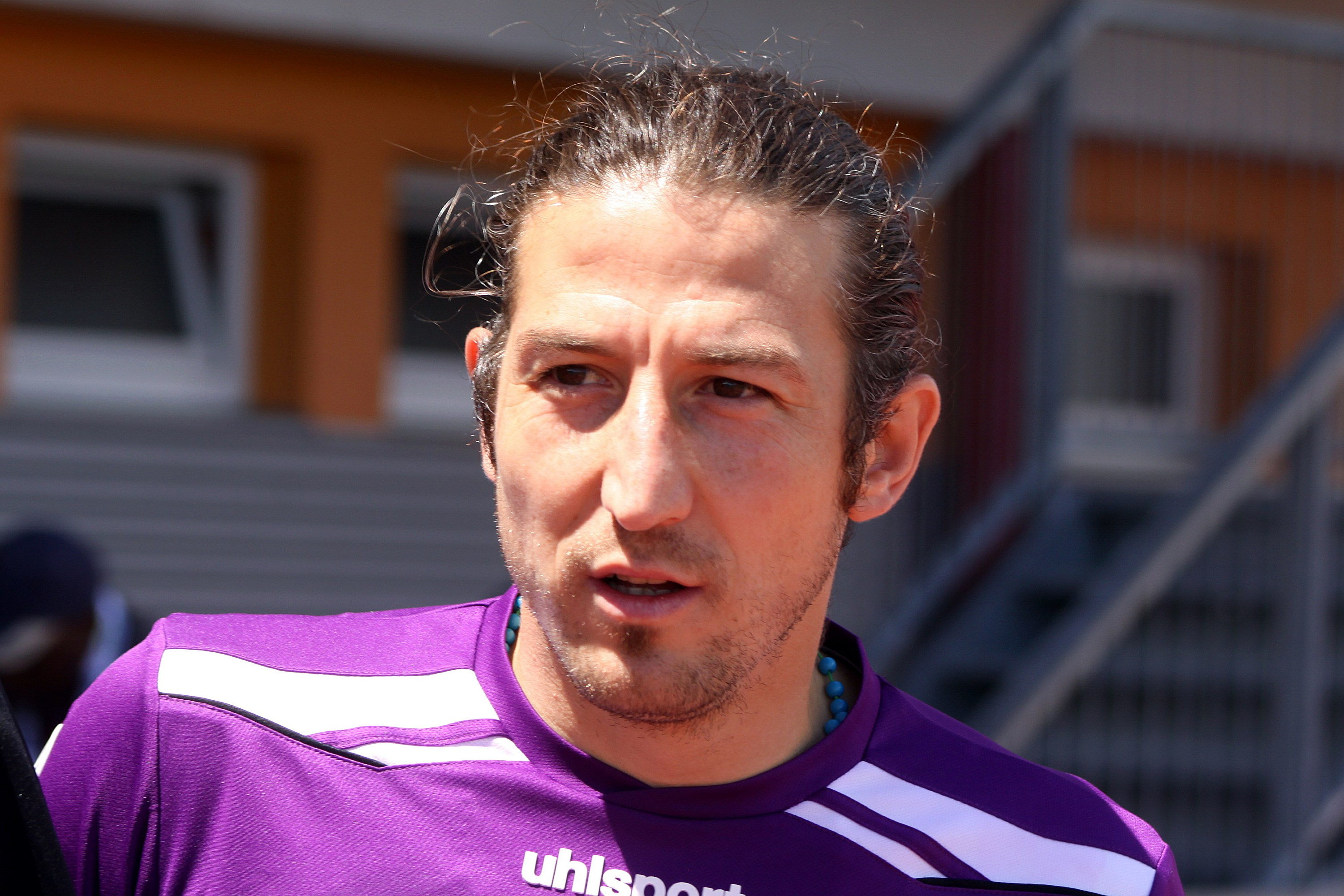
آندرانیک تیموریان به اعتقاد بسیاری «بهترین بازیکن ارمنی تاریخ تیم ملی فوتبال ایران» است.

ارمنی‌های ایران به عنوان یک اقلیت قومی–مذهبی از زمان آغاز فوتبال در ایران در آن حضور و مشارکت داشته‌اند.

## باشگاه‌ها

تیم فوتبال اسپرت ارامنه. بازیکنان تیم در عکس:
ردیف اول از چپ: کارو خاچاطوریان، آرتوش زادوریان (کاپیتان تیم)، امیل یغیازاریان، آرتم بخشی، ژرژ آفتاندیلیان.
ردیف دوم: آرتم طونیان، کارلوس بغوسیان، آشوت آودیان، آراکل بابایان.
ردیف سوم و چهارم: ژرژ ماناسریان، پیر مسروبیان، واچیک مارگوسی، سرپرست و مربی ویکتور آبیان

کلوپ اسپرت ارامنه از نخستین باشگاه‌های فوتبال در ایران بود. تیم اسپرت ارامنه در اولین دوره رسمی جام باشگاه‌های تهران در سال ۱۳۰۲ به همراه کلوپ ایران و توفان حضور داشته است. این تیم با شرکت بازیکنان ایرانی ارمنی و ایرانی مسلمان تشکیل شد که تا سال ۱۳۱۶ دوام آورد. از بازیکنان ایرانی مسلمان می‌توان از مظاهری و بلورفروشان نام برد. پس از منحل شدن این تیم، در سال ۱۳۲۰ تیمی دیگر با همان نام اسپرت از بازیکنان فقط ارمنی تشکیل شد.
باشگاه ورزشی آرارات تهران که در سال ۱۳۲۳ تأسیس شده نیز در فوتبال فعالیت دارد و ۴ بار حضور در بالاترین دست لیگ فوتبال ایران را تجربه کرده‌است. (۲ بار جام تخت جمشید و ۲ بار جام آزادگان) باشگاه آرارات در سال ۱۳۸۶ فعالیت تیم حرفه‌ای خود را تعطیل کرد اما همچنان در رده‌های پایه فعالیت دارد و بازیکن‌سازی می‌کند.

## بازیکنان
بازیکنان ارمنی زیادی در فوتبال باشگاهی ایران و همچنین تیم ملی فوتبال ایران بازی کرده‌اند.
ارمنی‌ها پیش از تشکیل تیم ملی ایران، در تیم منتخب تهران که در سال ۱۳۰۵ به بادکوبه مسافرت کرد حاضر بودند. هراند گالوتسیان، آرشاک و پل ۳ بازیکن ارمنی تیم منتخب بودند. در نخستین تیم ملی ایران نیز که در سال ۱۳۲۰ با تیم ملی فوتبال افغانستان در کابل بازی کرد، آرتوش آساطوریان عضو تیم بود.
آندرانیک اسکندریان و آندرانیک تیموریان دو بازیکن ارمنی هستند که در جام جهانی برای تیم ملی ایران بازی کرده‌اند.
مارکار آقاجانیان با بستن بازوبند کاپیتانی در بازی دوستانه‌ای مقابل ترکمنستان در اردیبهشت ۱۳۷۵ نخستین ارمنی است که کاپیتان تیم ملی ایران بوده‌است. آندرانیک تیموریان نیز با کاپیتانی در بازی مقابل بلاروس در اردیبهشت ۱۳۹۳ دومین کاپیتان ارمنی تیم ملی لقب گرفت.
از دیگر بازیکنان برجسته ارمنی ایران می‌توان به ادموند بزیک اشاره نمود که در فصل ۸۲–۱۳۸۱، آقای گل لیگ برتر فوتبال ایران شد. بزیک مدت‌ها بهترین گلزن تاریخ لیگ ایران به‌شمار می‌رفت اما بعدتر رکوردش توسط رضا عنایتی و فریدون فضلی شکسته شد.

### بازیکنان سرشناس
- کارو حق‌وردیان
- ویگن زینعلی (بازیکن اسبق باشگاه فوتبال آرارات تهران)
- گارنیک شهبندری (بازیکن اسبق باشگاه فوتبال آرارات تهران)
- سرژیک تیموریان
- آندرانیک اسکندریان
- روبرت مارگوسی
- ایشخان ست آقایان (بازیکن اسبق باشگاه فوتبال آرارات تهران)
- ادموند اختر
- سرژیک یوسفی (بازیکن اسبق باشگاه فوتبال آرارات تهران)
- سامسون پطروسیان (بازیکن اسبق تیم آرارات، باشگاه فوتبال ذوب‌آهن اصفهان)
- یرواند سیرون (بازیکن اسبق تیم تاج تهران)
- وازگن صفریان (بازیکن اسبق تیم آرارات، باشگاه فوتبال پرسپولیس تهران، دروازبان تیم ملی فوتبال ایران)
- مارکار نرسیسیان (بازیکن اسبق باشگاه فوتبال آرارات تهران)
- کنستانت هاروتونیان (بازیکن اسبق باشگاه فوتبال آرارات تهران، تاج تهران، تیم دارایی)
- ماسیس هاکوپیان (بازیکن اسبق باشگاه فوتبال آرارات تهران)
- مائیس میناسیان (بازیکن اسبق باشگاه فوتبال آرارات تهران، تاج تهران، باشگاه فوتبال پاس تهران)
- گارنیک مهرابیان (بازیکن اسبق تاج تهران، عضو تیم ملی فوتبال ایران، سرمربی باشگاه دیبا، راس الخیمه در امارات متحده عربی و سرمربی تیم ملی فوتبال جوانان امارات، سرمربی باشگاه فوتبال ماشین‌سازی تبریز، سرمربی تیم آرارات)
- فرد ملکیان (بازیکن اسبق باشگاه فوتبال آرارات تهران، باشگاه استقلال)
- آرشاویر ملکی (بازیکن و مربی اسبق باشگاه فوتبال آرارات تهران)
- ژورس قازاریان (بازیکن اسبق باشگاه فوتبال آرارات تهران، باشگاه استقلال، باشگاه فوتبال ماشین‌سازی تبریز، باشگاه فوتبال برق شیراز)
- هامبارسوم دربیدیان (بازیکن اسبق و مربی باشگاه فوتبال آرارات تهران)
- هروس باقومیان (داور اسبق و دارای گواهینامه درجه یک)
- ورژ بخشی (بازیکن اسبق باشگاه فوتبال آرارات تهران)
- باغداسار آبدیان (بازیکن اسبق باشگاه فوتبال آرارات تهران، عضو اسبق تیم ملی جوانان و بزرگسالان ایران)
- ادموند بزیک (بازیکن اسبق پرسپولیس، سپاهان، تیم ملی)

## نگارخانه

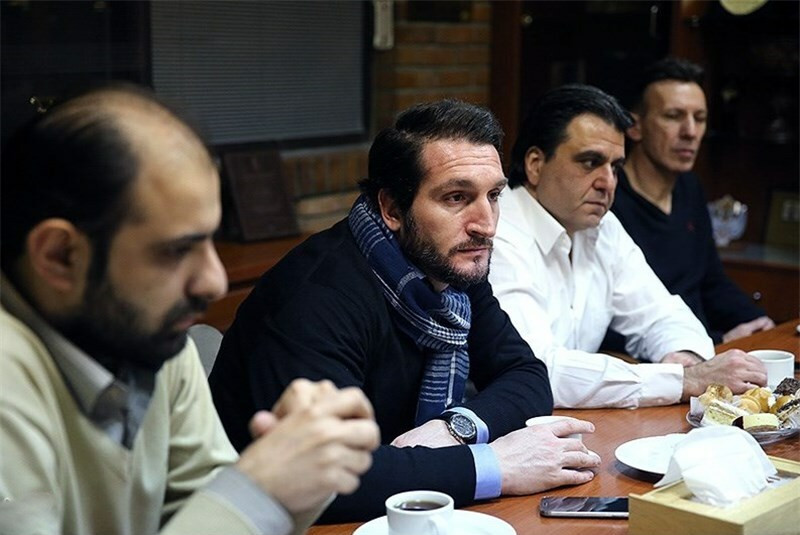
از راست: مارکار آقاجانیان، ? ، ادموند بزیک، ؟
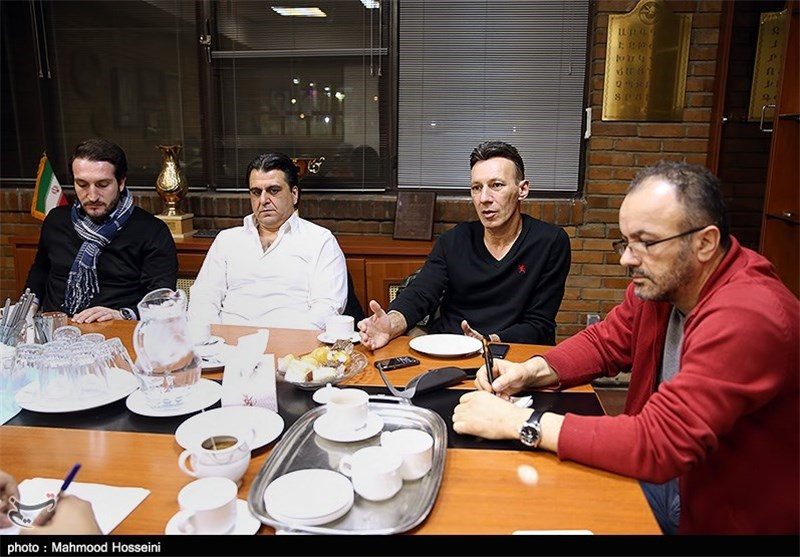
از راست: ؟، مارکار آقاجانیان، ? ، ادموند بزیک
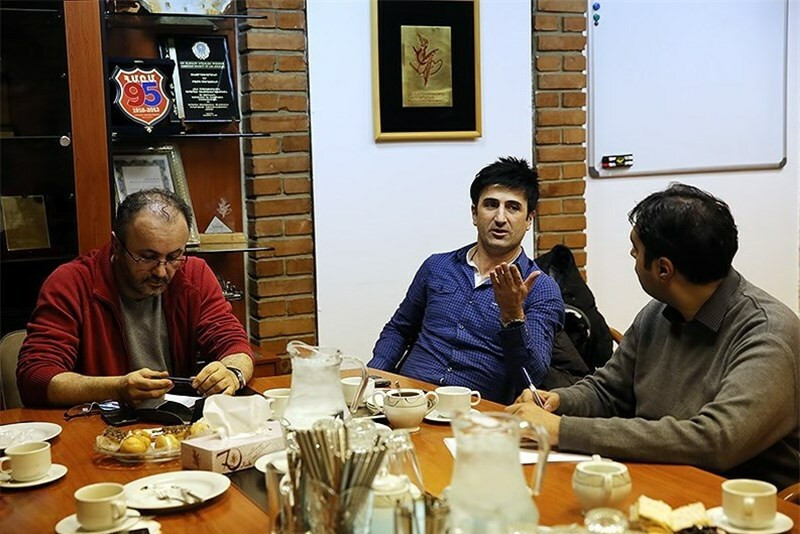
ادموند اختر (نفر وسط)
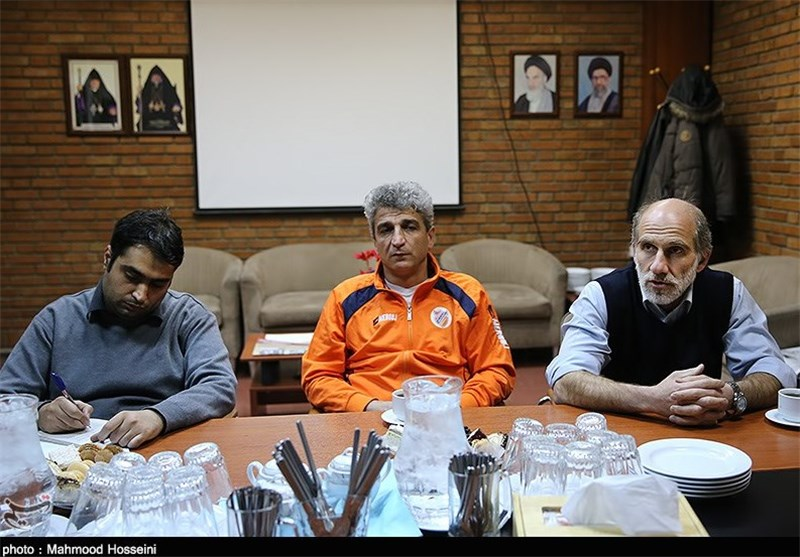
ماسیس هاکوبیان (نفر وسط)